# Arisaema pingbianense
Arisaema pingbianense là một loài thực vật có hoa trong họ Ráy (Araceae). Loài này được H.Li mô tả khoa học đầu tiên năm 1988.